# Arne Olsson (musiker)
Arne Börje Christer Olsson, född 1 oktober 1943 i Lunds stadsförsamling i Malmöhus län, är en svensk jazzmusiker (-trumpetare) och kompositör. 
På 1970-talet ledde Olsson jazzgruppen Vieux Carré och från 1977 ingick han i den experimentella musikgruppen Pax Art Ensemble tillsammans med bland andra Leo Nilsson. Olsson skrev även musiken till Maria Gripes och Kay Pollaks radioföljetong Tordyveln flyger i skymningen (1976).

## Film- och TV-musik
- 1971 – Julia och nattpappan (TV-serie)
- 1973 – Ebon Lundin
- 1974 – Pappa Pellerins dotter (TV-serie)
- 1978 – Sommarflickan (TV-serie) - i samarbete med Leo Nilsson
- 1979 – Våning för 4 (TV-serie) - i samarbete med Leo Nilsson
- 1980 – Det blir jul på Möllegården (Julkalendern)